# Cuota Imperiali
La cuota Imperiali o cociente Imperiali es una fórmula utilizada en sistemas de representación proporcional que representa el número de votos requeridos para obtener un escaño. Se utiliza en sistemas electorales de voto único transferible o en sistemas de representación proporcional por listas electorales que utilizan el método del resto mayor. Anteriormente usado por Italia (1956-1991).

## Reparto
Si se eligen {\displaystyle n} escaños para un cuerpo colegiado, y se emiten {\displaystyle m} votos válidos, se establece un cociente {\displaystyle q} el cual servirá para repartir los votos. Este cociente se calcula mediante la fórmula:
{\displaystyle q={\frac {m}{n+2}}.}
con {\displaystyle q} aproximado al entero más próximo.
Si la {\displaystyle i}-ésima lista de {\displaystyle I} listas inscritas obtiene {\displaystyle m_{i}} votos, esta lista tendrá {\displaystyle e_{i}} escaños por cociente y {\displaystyle r_{i}} votos por residuo mediante la fórmula: {\displaystyle m_{i}=qe_{i}+r_{i}}.
{\displaystyle e_{i}=\left\lfloor {\frac {m_{i}}{q}}\right\rfloor ,r_{i}=m_{i}-qe_{i}}

## Características
Habitualmente su efecto es más favorable a los partidos mayores que el que obtienen mediante la aplicación de los sistemas de Droop, Hare o Faraco. Produce cuotas menores, lo cual genera el riesgo de que haya más candidatos elegidos con cuotas completas que escaños. En una elección entre dos listas, o en una elección de voto único transferible en la que se transfieren todos los votos es inevitable que resulte elegido un número incorrecto de candidatos, lo que requiere un ajuste posterior. Este fallo hace que el sistema no se use apenas.

## Ejemplos
Suponiendo que se presenten siete partidos para elegir 21 escaños, los partidos reciben 1.000.000 votos repartidos así:
| Partido A | 391.000 votos |
| Partido B | 311.000 votos |
| Partido C | 184.000 votos |
| Partido D | 73.000 votos  |
| Partido E | 27.000 votos  |
| Partido F | 12.000 votos  |
| Partido G | 2.000 votos   |

| Partido                                  |                         | Partido A               | Partido B               | Partido C               | Partido D               | Partido E               | Partido F               | Partido G               | Total     |
| ---------------------------------------- | ----------------------- | ----------------------- | ----------------------- | ----------------------- | ----------------------- | ----------------------- | ----------------------- | ----------------------- | --------- |
| Votos por partido                        | {\displaystyle m_{i}}   | 391.000                 | 311.000                 | 184.000                 | 73.000                  | 27.000                  | 12.000                  | 2.000                   | 1.000.000 |
| Cociente                                 | {\displaystyle m/(n+2)} | {\displaystyle m/(n+2)} | {\displaystyle m/(n+2)} | {\displaystyle m/(n+2)} | {\displaystyle m/(n+2)} | {\displaystyle m/(n+2)} | {\displaystyle m/(n+2)} | {\displaystyle m/(n+2)} | 43.478    |
| Escaños por cociente                     | {\displaystyle e_{i}}   | 8                       | 7                       | 4                       | 1                       | 0                       | 0                       | 0                       | 20        |
| Corrección por el método del resto mayor |                         |                         |                         |                         |                         |                         |                         |                         |           |
| Votos por cociente                       | {\displaystyle qe_{i}}  | 347.824                 | 304.346                 | 173.912                 | 43.478                  | 0                       | 0                       | 0                       | 869.560   |
| Votos de residuo                         | {\displaystyle r_{i}}   | 43.176                  | 6.654                   | 10.088                  | 29.522                  | 27.000                  | 12.000                  | 2.000                   | 130.440   |
| Escaños por residuo                      |                         | +1                      |                         |                         |                         |                         |                         |                         | +1        |
| Total de escaños                         | {\displaystyle p_{i}}   | 9                       | 7                       | 4                       | 1                       | 0                       | 0                       | 0                       | 21        |

## Países/Regiones/Comunidades Autónomas que usan o usaron Imperiali
Italia en las elecciones parlamentarias entre 1956 y 1991. Ecuador desde el 2004. Cataluña desde 2021 cuando modificó su sistema para restarle senadores a los partidos de la derecha.